# Estudis de la dona
Els estudis de la dona o estudis de les dones (en anglès women's studies) són un camp interdisciplinari de recerca acadèmica que es caracteritza per aproximar-se als temes relatius a les dones, el feminisme, el gènere i la política, des del paradigma d'una teoria crítica. Alguns d'aquests temes són la teoria feminista, la història de les dones (per exemple, una història del sufragi femení) i la història social, la literatura de la dona, la salut de la dona, l'art feminista, la psicoanàlisi feminista i la pràctica influenciada pel feminisme i els estudis de gènere de la majoria de les disciplines humanístiques i de les ciències socials.
El camp d'estudi investiga i critica algunes normes socials de gènere, raça, classe, sexualitat i altres desigualtats socials. Als Estats Units, els estudis de la dona van ser establerts com un camp d'estudi molt abans que els estudis de gènere ja que el primer doctorat en estudis de la dona va ser creat en 1990 i fins al 2005 no es va crear un doctorat per a estudis de gènere.
Els estudis de la dona estan enfocats a generar un canvi social que acabi amb la dominació masculina. Es recolza en el feminisme per a la generació de coneixement en diferents camps.

## Història
Els estudis de la dona es van independitzar com a disciplina acadèmica a la fi dels anys setanta del segle xx, en un moment en què la segona ona del feminisme estava guanyant influència política en la universitat a través de l'activisme estudiantil i del professorat. Com a disciplina acadèmica, va ser configurada seguint el model dels programes dels estudis americans, estudis ètnics (com els estudis afroamericans) i estudis hispans, que s'havien desenvolupat una mica abans.
El primer curs acreditat sobre estudis de la dona es va crear en la Universitat de Cornell en 1969. Un any després es va obrir el primer programa d'Estudis de la Dona als Estats Units es va establir el 21 de maig de 1970 en el «Sant Diego State College» (avui dia Universitat Estatal de Sant Diego) després d'una intensa organització dels grups de dones per a conscienciar, fer protestes, exposar demandes per escrit i fer classes reals no oficials o experimentals o presentacions davant set comitès i assemblees. Carol Rowell Council va ser l'estudiant cofundadora juntament amb Joyce Nower, un professor de literatura.
En unes setmanes, es va presentar un altre programa al Richmond College de la Universitat de la Ciutat de Nova York (avui dia College of Staten Island). En els anys setanta, diverses universitats i facultats van crear departaments i programes d'Estudis de la dona, i el professorat va poder estar disponible sense la necessitat de dependre d'altres departaments.
En conjunt amb el Moviment Nacional d'Alliberament de la Dona, estudiants i membres van crear un comitè Ad hoc per a estudis de la dona. En 1974, els membres de la facultat van iniciar una campanya global per a la integració del departament. Fins a aquest moment, les accions en camp eren en polítiques en extrem. A causa de la sensible naturalesa política del moviment i dels durs contraatacs al moviment feminista, encara hi ha molt de desconeixement sobre la creació d'estudis de la dona.
El primer diari escolar i interdisciplinari d'estudis de la dona, Feminist Studies, es va publicar per primera vegada en 1972. L'Associació Nacional d'Estudis de les Dones es va establir en 1977.
En 1990 es va establir a la Universitat Emory el primer programa de doctorat en Estudis de la Dona. La Universitat de Kabul va iniciar el seu primer curs de mestratge en gènere i estudis de la dona a l'Afganistan en 2015.

## Metodologia d'estudis de la dona
La facultat d'estudis de la dona té una àmplia gamma de pedagogies, no obstant això hi ha temes comuns en les formes d'ensenyament de la matèria. Les pràctiques en el procés d'ensenyament i aprenentatge s'auxilia en la pedagogia feminista. La currícula dels estudis de la dona encoratgen als seus alumnes a participar en activitats d'aprenentatge-servei a més de discutir i reflexionar el material dels cursos. La descentralització del professor com a font de coneixement és fonamental en la cultura de les classes d'estudis de la dona. Els cursos sovint són més igualitaris que en disciplines tradicionals posant l'accent en l'anàlisi crítica dels textos i el desenvolupament de l'escriptura crítica.
Des de 1970, alguns alumnes d'estudis de la dona han pres enfocaments posmodernistes per a entendre el gènere i la seva intersecció amb la raça, classe, origen ètnic, sexualitat, religió, edat, capacitats i discapacitats per a produir i mantenir estructures de poder entre la societat. Amb aquest canvi s'ha mantingut el focus en el llenguatge, la subjectivitat, l'hegemonia social i com està constituïda la vida dels subjectes independentment de com s'identifiquin. La base d'aquestes teories és la noció que la manera en que algú s'identifiqui, el gènere, sexe i sexualitat no són intrínseques sinó construïdes socialment.

## Educació
En moltes institucions, els estudis de la dona basen el seu ensenyament en un model triàdic. Això significa que combinen equitativament recerca, teoria i pràctica. Els professors incorporen aquests components en les classes al voltant d'una varietat de temes que inclouen cultura popular, dones en l'economia, justícia reproductiva i ambiental, dones de color, globalització, principis feministes i estudis queer. Els programes i cursos d'estudis de la dona estan dissenyats per a explorar la intersecció amb el gènere, la raça, sexualitat, classe i altres temes involucrats amb identitat política i normes socials a través d'una perspectiva feminista. Molts d'aquests programes inclouen classes sobre literatura mediàtica, sexualitat, raça, història que involucra dones, teoria queer, multiculturalitat i molts altres cursos relacionats.
Gràcies a l'aprenentatge a través de l'anàlisi, el treball comunitari i la recerca, els estudiants d'Estudis de la dona surten de la universitat amb eines per a fer un canvi social i prendre accions per a fer alguna cosa sobre la desigualtats que estudien.